# Say It with Your Body
Say It with Your Body è un brano musicale della cantante rumena Inna, reso disponibile in download digitale dal 28 settembre 2016, intenzionato anch'esso come il brano precedente "Heaven" ad essere estratto come singolo dal quinto album della cantante, "Nirvana, ma successivamente fu scartato dalla tracklist ufficiale del disco e pubblicato come singolo digitale. A ottobre del 2020, nel canale "Soundcloud" della cantante, viene pubblicata una versione finale del disco Nirvana includendo tutti i brani scartati in precedenza, cosi questa canzone viene rivalutata come secondo singolo del disco.

## Il brano
Say It with Your Body è un brano dance pop, scritto dai Play&Win con Inna stessa e pubblicato come secondo singolo che anticipa il quinto disco della cantante. La canzone fu annunciata molto velocemente dopo una settimana dalla pubblicazione del brano Heaven ma fu comunque pubblicata il 28 settembre 2016 con il suo video clip.

## Tracce
Download digitale
Testi e musiche di Play&Win, Inna; edizioni musicali Global Records.
1. Say It with Your Body – 3:00